# Nicole Welter
Nicole Welter (* 1971 in Bad Ems) ist eine deutsche Erziehungswissenschaftlerin.

## Leben
Von 1991 bis 1996 studierte sie an der Universität Mainz (Pädagogik, Philosophie, Psychologie, Soziologie) mit dem Abschluss Diplom-Pädagoge. Nach der Promotion im Fach Pädagogik an der Johannes-Gutenberg-Universität Mainz war sie von 2004 bis 2011 Wissenschaftliche Mitarbeiterin an der Humboldt-Universität zu Berlin (Abteilung Historische Bildungsforschung/Historische Erziehungswissenschaft). 2007 approbierte sie zur Kinder- und Jugendlichenpsychotherapeutin und Psychoanalytikerin. Von 2013 bis 2014 war sie Professorin für Soziale Arbeit mit dem Schwerpunkt Psychologie an der Hochschule Emden/Leer. Seit Oktober 2014 ist sie Professorin für Allgemeine Pädagogik an der Christian-Albrechts-Universität zu Kiel.

## Schriften (Auswahl)
- Bernhard Rauh, Nicole Welter, Manuel Franzmann, Kim Magiera, Jennis Schramm, Nicolaus Wilder (Hrsg.): Emotion – Disziplinierung – Professionalisierung. Pädagogik im Spannungsfeld von Integration der Emotionen und ‚neuen‘ Disziplinierungstechniken. Leverkusen 2020, ISBN 978-3-8474-2457-4.
- Nicole Welter: Bildung und Resilienz. Zusammenhänge, Chancen und Risiken. In: Manfred Böge, Marc Fabian Buck (Hrsg.): Pädagogik als Disziplin und Profession – Historische Perspektiven auf die Zukunft. Beiträge zum 350. Jubiläum der Christian-Albrechts-Universität zu Kiel. Berlin (u. a.) 2019. ISBN 978-3-631-67320-1.
- Jane Schuch, Nicole Welter (Hrsg.): Thementeil: Bildungsaufstieg: Mechanismen, Strategien und Risiken des Erfolgs. In: Zeitschrift für Pädagogik Heft 6/2017, S. 681–760.
- Sylke Bartmann, Melanie Fabel-Lamla, Nicolle Pfaff, Nicole Welter (Hrsg.): Vertrauen in der erziehungswissenschaftlichen Forschung. Berlin 2014, ISBN 3-86649-472-6.
- Melanie Fabel-Lamla, Nicole Welter (Hrsg.): Thementeil: Vertrauen als pädagogische Grundkategorie. In: Zeitschrift für Pädagogik Heft 6/2012, S. 769–836.
- Edwin Keiner, Nicole Welter et al.(Hrsg.): Metamorphosen der Bildung. Historie – Empirie – Theorie. Heinz-Elmar Tenorth gewidmet aus Anlass der Emeritierung. Bad Heilbrunn 2011, ISBN 978-3-7815-1792-9.
- Jane Schuch, Heinz-Elmar Tenorth, Nicole Welter: Thementeil: Historische Bildungsforschung – Innovation und Selbstreflexion. In: Zeitschrift für Pädagogik Heft 5/2010, S. 643–724.
- Ulrike Mietzner, Heinz-Elmar Tenorth, Nicole Welter (Hrsg.): Pädagogische Anthropologie – Mechanismus einer Praxis; 52. Beiheft der Zeitschrift der Pädagogik, 2007. ISBN 978-3-407-41153-2.
- Nicole Welter: Herders Bildungsphilosophie. Sankt Augustin 2003, ISBN 3-89796-114-8.